# もしかしてだけど、バンドアルバム
『もしかしてだけど、バンドアルバム』は、日本のロックバンド・どぶろっかーずが2015年12月16日にテイチクエンタテインメントから発売した1枚目（どぶろっく名義も含めると通算3枚目）のオリジナルアルバム。

## 内容
お笑いコンビ・どぶろっくの2ndアルバム『もしかしてだけど、アルバム』に編曲で参加していた樋口聖典がバンドをやりたくなり、樋口が『もしかしてだけど、アルバム』の制作に関わっていたメンバーを中心に集めて結成した6人組バンド、どぶろっかーずの1stアルバム。
本作からのシングルカットである『女のかわいさはんぱない！』が1stシングルとして同時発売された。
どぶろっく名義で発表された3rdシングル『もしかしてだけど Maybe...yes I'm sure』、5thシングル『新・○○な女』もこのメンバーで制作されており、本作に収録されている。
作詞作曲は基本的に江口直人だが、一部の楽曲では森慎太郎、樋口太陽も作曲に関わっている。
編曲は樋口聖典、樋口太陽、中村皓、木村亮一の4名がそれぞれ担当曲を持って手掛ける形で制作された。これはメンバーそれぞれが別の仕事と両立して活動している為効率面を考慮したのと、中村の「多数決よりも、6人のうち誰かが反対しててその思いが強いならそちらを取るべき」「一人が責任を持ってやることで生まれるパワーがある」という意向によるもの。

## 収録曲
1. 女のかわいさはんぱない！ [3:16]
作詞：江口直人
作曲：どぶろっく
編曲：樋口太陽
・本作と同時発売である1stシングル。(どぶろっく名義も含めると6thシングル)
・当初はヒップホップ風のトラックで制作されていたが、生楽器主体のアレンジに変更された。元のアレンジで打ち込んだ電子音を試しに混ぜたら良い感じだった為、サビで電子音が鳴っている。
・アレンジが完成し切る前にMVが撮影されており、映像を見てから「音が映像よりもさみしい!」と思い、後半に声を重ねたり、タンバリンやピアノを加えた。[2]
2. ガラ・ルファ [3:27]
作詞・作曲：江口直人
編曲：木村亮一
・当初は江口と木村の間で、青春パンクのイメージで制作を進めていたが、レコーディングの過程で曲が発展して違う形に仕上がった。[2]
3. 新・○○な女 [3:25]
作詞・作曲：江口直人
編曲：樋口聖典
・どぶろっく名義でリリースした5thシングル。
・どぶろっかーずで初めてレコーディングされた楽曲。
・バンドを結成したばかりで太陽の役割がまだギターに定まっておらず、この楽曲ではキーボードを担当している。
・本作と同時発売である1stシングル。(どぶろっく名義も含めると6thシングル)
・間奏の語りは森が担当している。
・ホーンセクションがフィーチャーされた楽曲となっており、サックスに戎谷俊太、トランペットに織田祐亮、トロンボーンに湯浅佳代子が参加している。[2]
4. 言いたい事がある [3:04]
作詞・作曲：江口直人
編曲：樋口聖典
・編曲を担当した樋口曰く「いかにギターだけで遊べるか」という裏テーマがあり、何度もオケをループさせながらアドリブでギターを弾いて気に入ったテイクを繋ぎ合わせて制作された。
・森と江口の歌が左右から聴こえてくるようになっているのはエンジニアの古川のアイデアによるもの。[2]
5. ずっとずっと、ありがとう。 [4:01]
作詞・作曲：江口直人
編曲：樋口太陽
・アルバム制作期の前からあった楽曲で、弾き語りのデモを元にレゲエやスカなど様々なアレンジが生まれたものの江口の「もっと壮大な感じにしたい」という意向で一旦保留になっていたものを、今作のために再アレンジして完成させた。[2]
6. モリンプロヴィゼーション [3:11]
作曲：森慎太郎
編曲：中村皓
・本作で唯一、森が単独で作曲した楽曲。
・森が作ったアコギと喋り声のデモを元に中村がアレンジを手掛けた。
・中村がアレンジ制作中にディレイやトレモロをかけて楽しみながら弾いたギターのテイクが一部そのまま使われている。
・インスト曲のため、江口は演奏には参加していないが、右から聴こえる森のセリフは江口が決めたシチュエーションに基づいている。
・左から聴こえるため息や「え?」という声は、森がデモ音源を聴きながら即興で話したもの。
・最終的に森が作った「0:50秒のところに◯◯という言葉」という様なチャート表を元に編集して完成した。[2]
7. しこれども [5:04]
作詞・作曲：江口直人
編曲：中村皓
・江口の「シンプルにしてほしい」という意向を受けて、中村が70年代のニューミュージックと2000年代のJ-popバラードというイメージで編曲した。
・ボーカル江口、アコギ樋口、エレピ中村、鍵盤ハーモニカのソロ太陽、ベース木村に、パーカッション宮田隆幸という編成で演奏されている。森は不参加。
・サビ前の流れ星をイメージしたウィンドチャイムや、ラスサビ前のシェイカーなど、歌詞に寄り添ったパーカッションのアプローチは宮田のアイデア。[2]
・アルバムの曲順については古川に一任されていたが、「モリンプロヴィぜーション」の次に「しこれども」が続くという曲順については、中村本人がこの流れにしたいと思っていた。結果的に古川もこの順番が良いと思っており、そのまま採用された。[3]
8. セクシャル・アドベンチャー [3:05]
作詞：江口直人
作曲・編曲：樋口太陽
・「どぶろっく以外の楽器隊メンバーが作曲した曲もやってみよう」という試みで、太陽が作曲した。
・ボーカルは樋口兄弟(樋口聖典と樋口太陽)が担当しており、森と江口は間奏の寸劇で参加している。[2]
9. サヨナラ69 [4:08]
作詞・作曲：どぶろっく
編曲：中村皓
・江口と森の共作であり、Aメロを江口、サビを森が作曲した。
・江口が大好きなUKロックのオマージュを意識したアレンジとなっている。
・アウトロのフェイクは江口と森が1テイクで録った。[2]
・この楽曲をビートルズ的なマスタリングで出すかオアシス的なマスタリングで出すかで意見が分かれた結果、ビートルズ的なマスタリングの方を本作に、オアシス的なマスタリングの方を1stシングル『女のかわいさはんぱない！』に収録した。[3]
10. 女っつーのは [4:23]
作詞・作曲：江口直人
編曲：樋口聖典
・バンド結成以前から存在してる楽曲で、樋口が音楽制作を担当していたテレビ番組「バカソウル」でこの楽曲のアレンジしたことが樋口とどぶろっくの出会うきっかけになっており、本作でも樋口がアレンジを担当した。
・当初はストリングスやパーカッションなど音数多めアレンジも考えていたが、楽曲のストレートなメッセージを伝えたいという意向で、音数最小限で演奏者の体温が伝わるようなストレートなアレンジとなった。
・樋口は江口の歌詞について「『生まれた時から俺は女の熱狂的ファン』というフレーズは本当に心からそう思ってないと一生出てこない」と絶賛している。
・また樋口は間奏の森のセリフの最後のため息についても「森さんの真骨頂」と絶賛している。[2]
・作詞をした江口はこの楽曲の歌詞について「性には色々な形があるから(歌の中とはいえ)『すべての男』と言い切ってしまっていいのかという葛藤はある」と語っている。
・後半にビートルズの楽曲「Come Together」「Girl」のオマージュがそれぞれ歌詞に合わせたタイミングで登場する。
11. もしかしてだけど Maybe...yes I'm sure [2:50]
作詞・作曲：江口直人（英訳：関根麻里）
編曲：中村皓
・どぶろっく名義でリリースした3rdシングル
・どぶろっくの楽曲「もしかしてだけど」の英語詞バージョン。
・アレンジはAメロが韓流、サビがEDM、大サビがハウス+アニソンというイメージで制作された。
・イントロの声は森と江口が担当しており、これは中村が2人に「どうしても」とお願いして色っぽい声を出してもらったもの。
・コーラスは樋口が担当している。[2]
12. 本当に伝えたいこと（アカペラ・バージョン） [1:30]
作詞・作曲：江口直人
編曲：樋口聖典
・どぶろっくの『本当に伝えたいこと』のアカペラバージョンで、歌詞も改められている。
・リハーサルスタジオで江口がその場思いつきでやってみたいと言ったのがきっかけで生まれたアレンジ。
・樋口が口ベースを担当しており、樋口はこの口ベースの「ボンキュッボン」というフレーズについて、「この曲のために生まれた言葉なんじゃないか思うくらいにハマってる」と語っている。 [2]
・元々アルバムに収録する予定ではなく、シングルの特典用に制作していたが、完成した音源を聴いた樋口が曲の仕上がりに感動して、これをアルバムの最後の曲にしたいと思い、急遽収録されることになった。[3]
・2021年5月28日にメンバーがこの楽曲を本作のアカペラアレンジで歌っている動画がYouTubeに公開されており、歌詞の一部がYouTube用に改められている。[4]

## DVD
1. 女のかわいさはんぱない！（ミュージックビデオ）
2. 木村亮一ドキュメンタリー（約26分）[5]

## 参加ミュージシャン

### どぶろっかーず
- 森慎太郎 : Vo&A.Gt
- 江口直人 : Vo
- 樋口聖典 : E.Gt, A.Gt(M6,7), Vo(M8)
- 樋口太陽 : E.Gt, Key(M3), A.Gt(M6), Melodica(M7), Vo(M8)
- 木村亮一 : Ba
- 中村皓 : Dr, A.Gt(M6), E.Gt(M6), E.Piano(M7)

### Additional Musicians
- 戎谷俊太 : Sax(M3)
- 織田祐亮 : Trumpet(M3)
- 湯浅佳代子 : Trombone(M3)
- 宮田隆幸 : Percussions(M7)